# 古堡惊魂
《古堡惊魂》是一部1921年的室内剧电影，F·W·穆尔瑙执导。

## 情节
一群人到福格勒德城堡参加狩猎聚会，冯·福格沙赖伯爵主持，但一场大雨使众人不得不在城堡中避雨。尽管没有受邀，约翰·厄奇伯爵还是来了。众人都疏远他，因为有传言说他谋杀了自己的弟弟彼得。据说厄奇懂得印度预言术，他预言说，城堡里将会响起枪声。彼得的遗孀后来成为了萨费尔斯塔特男爵夫人，他二人也赶到这里，气氛变得有些紧张。彼得生前好友法拉蒙德来神父到城堡，男爵夫人将会在他面前忏悔。
男爵夫人向神父叙说了过去的事情。她与彼得的婚姻本来很幸福，但彼得在一次出差回来后，迷上了《圣经》，而慢慢疏远了妻子。彼得追求精神的完满，准备把钱散给穷人，从而与约翰·厄奇产生争执，第二天他就被枪杀了……当她在第二天准备继续向神父忏悔时，神父突然不见了。这件事闹得人心惶惶，有的人因此在晚上发恶梦。男爵夫人在众人面前公开指责约翰·厄奇伯爵是凶手。
神父再次出现后，她想他交代，由于丈夫的冷落，她同萨费尔斯塔特男爵产生了私情。她对他说，她害怕圣洁，而渴望看到邪恶的事情。萨费尔斯塔特误解了她的意思，谋杀了她的丈夫。彼得死后，他们结为夫妻。神父揭开了假胡子与假发，原来他是厄奇伯爵乔装改扮的。他终于洗刷了自己的冤屈。萨费尔斯塔特男爵开枪自杀。这时，真正的法拉蒙德来神父来到了城堡。